# Ъгдър
Ъгдъ̀р (на турски: Iğdır, произношение на турски Ъъдъ̀р) е град и административен център на вилает Ъгдър в най-източната част на Турция, където граничи с Армения, Нахичеванската автономна република и Иран. Населението му е 137 613 души (2018). Пощенският му код е 76000, а телефонният 0476. 

## Забележителности
В близост до града се намира връх Арарат. 

#### Мемориал и музей на геноцида
В периода август 1997 г. – октомври 1999 г. до града е построен мемориал и музей на геноцида. Мемориалът е открит за обществеността на 5 октомври 1999 г. от министър Рамазан Мирзаоглу. Обявената цел на мемориала е да „отбележи кланетата и преследванията, извършени от арменци в провинция Ъгдър“ по време на Първата световна война и Турско-арменската война. Мемориалът е част от действията на турската държава по отричане на арменския геноцид и опровергания разказ, че по време на Първата световна война арменците са убивали турци, а не обратното.